# نيتو مارانهاو
نيتو مارانهاو هو لاعب كرة قدم برازيلي في مركز الوسط، ولد في 8 يناير 1984 في São Domingos do Maranhão ‏ في البرازيل، وتوفي في 9 يناير 2013 بسبب مرض تنفسي. لعب مع نادي أمريكا.